# Efthalia Koutroumanidou
Efthalia "Thaleia" Koutroumanidou (Grieks: Ευθαλεία "Θάλεια" Κουτρουμανίδου) (Volos, 7 oktober 1982) is een voormalig beachvolleyballer uit Griekenland. Ze nam tweemaal deel aan de Olympische Spelen.

## Carrière
Met Slavroula Theodorou nam Koutroumanidou in 1999 deel aan de Europese kampioenschappen in Palma en in 2000 aan het Challenger-toernooi van Xylokastro. Dat laatste jaar debuteerde ze bovendien in de FIVB World Tour aan de zijde van Vasso Karadassiou. Vervolgens speelde ze twee seizoenen met Ekaterini Nikolaidou. Bij twaalf wedstrijden in de mondiale competitie kwam het duo niet verder dan vijf vijf-en-twintigste plaatsen. Met Vassiliki Arvaniti deed ze bovendien mee aan twee opeenvolgende edities van de WK onder 21 in Le Lavandou en Catania – waar het tweetal als vierde eindigde. In 2003 en 2004 vormde Koutroumanidou een vast team met Arvaniti. Het eerste jaar speelden ze in aanloop naar de wereldkampioenschappen in Rio tien wedstrijden in de World Tour. Daarbij behaalden ze twee vijfde (Rodos en Los Angeles) en drie negende plaatsen (Marseille, Osaka en Lianyungang). In Rio bereikte het duo de zestiende finale die verloren werd van de latere kampioenen Kerri Walsh en Misty May. Bij de EK in Alanya strandden ze na drie nederlagen in de groepsfase.
Het jaar daarop bleven Koutroumanidou en Arvaniti bij de EK in Timmendorfer Strand steken in de achtste finale tegen het Tsjechsiche duo Eva Celbová en Soňa Nováková. Bij de Olympische Spelen in eigen land eindigde het duo eveneens op een gedeelde negende plaats, nadat de Duitsen Stephanie Pohl en Okka Rau in de achtste finale te sterk waren. Internationaal namen ze verder deel aan twaalf toernooien met een zevende plaats in Shanghai als beste resultaat. Van 2005 tot en met 2008 partnerde Koutroumanidou met Maria Tsiartsiani. Het eerste seizoen behaalde het tweetal een gedeelde negende plaats bij de WK in Berlijn; in de derde ronde verloren ze van het Chinese duo Li Ying en Wang Lu en in de vijfde ronde van het herkansingsschema waren Dalixia Fernández en Tamara Larrea uit Cuba te sterk. Bij de overige veertien toernooien in de World Tour behaalden ze twee podiumplaatsen – tweede in Espinho en derde op Bali – en eindigden ze verder tweemaal als vijfde (Osaka en Sint-Petersburg). Bij de EK in Moskou werden Koutroumanidou en Tsiartsiani in de vierde herkansingsronde uitgeschakeld door de Russinnen Aleksandra Sjirjajeva en Natalja Oerjadova.
In 2006 was het duo actief op dertien toernooien in het mondiale beachvolleybalcircuit. Ze kwamen daarbij tot twee negende plaatsen in Athene en Parijs. Bij de EK in Den Haag was de derde ronde van de herkansing tegen Šárka Nakládalová en Tereza Tobiášová uit Tsjechië het eindstation. Het jaar daarop namen ze deel aan zestien reguliere FIVB-toernooien met een vierde plaats in Marseille en een vijfde plaats in Espinho als beste resultaat. Bij de WK in Gstaad bereikten Koutroumanidou en Tsiartsiani de zestiende finale die verloren werd van het Braziliaanse duo Larissa França en Juliana Felisberta. In 2008 speelden ze dertien mondiale wedstrijden waarbij ze tot vier negende plaatsen kwamen (Shanghai, Stavanger, Mysłowice en Guarujá). Bij de EK in Hamburg en bij de Olympische Spelen in Peking eindigden ze eveneens als negende. In Hamburg verloren ze in de vierde herkansingsronde van de Nederlandsen Marleen van Iersel en Marloes Wesselink; in Peking strandden ze in de achtste finale tegen Tamsin Barnett en Natalie Cook uit Australië. Het daaropvolgende seizoen nam Koutroumanidou met Eydoxia Argiropoulou deel aan de WK in Stavanger – tevens haar laatste internationale toernooi – waar ze na drie nederlagen in de groepsfase klaar waren. 

## Palmares
Kampioenschappen
- 2004: 9e OS
- 2005: 9e WK
- 2008: 9e OS

FIVB World Tour
- 2005:  Espinho Open
- 2005:  Bali Open